# AJETO
AJETO je sklárna se sídlem v Lindavě v okrese Česká Lípa dnes patřící sklárně Lasvit. Sklárnu založili v roce 1994 Petr Novotný, Libor Fafala a Bořek Šípek. Součástí sklárny je sklářská huť v Lindavě i galerie a muzeum (se sklářskou pecí) v Novém Boru. V roce 2014 získala firma titul Firma roku. Od roku 2017 je plně v rukou sklárny Lasvit. Vyrábí originální sériové předměty jakou jsou džbány, misky a vázy.

## Galerie

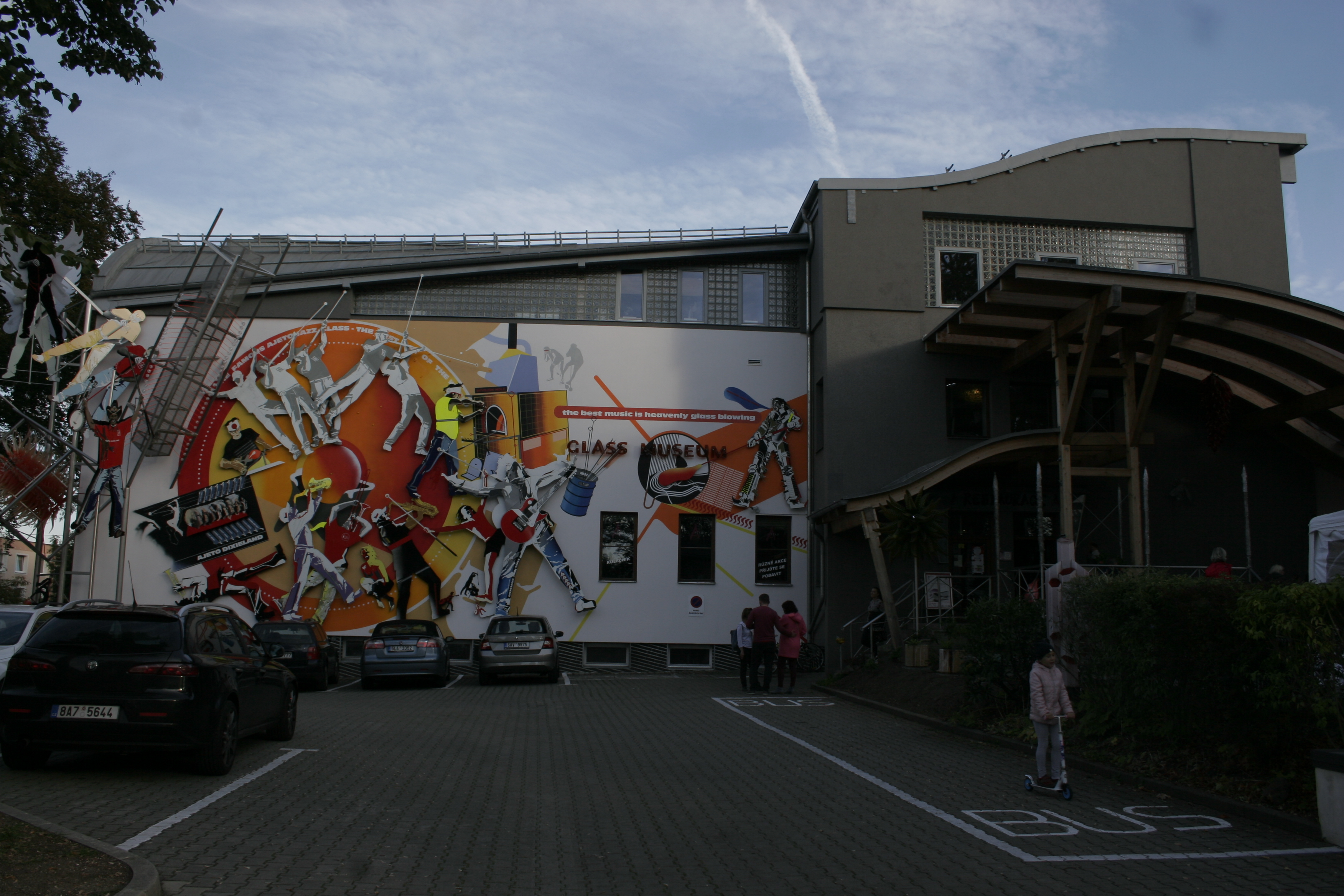
Ajeto Art Glass Museum v Novém Boru
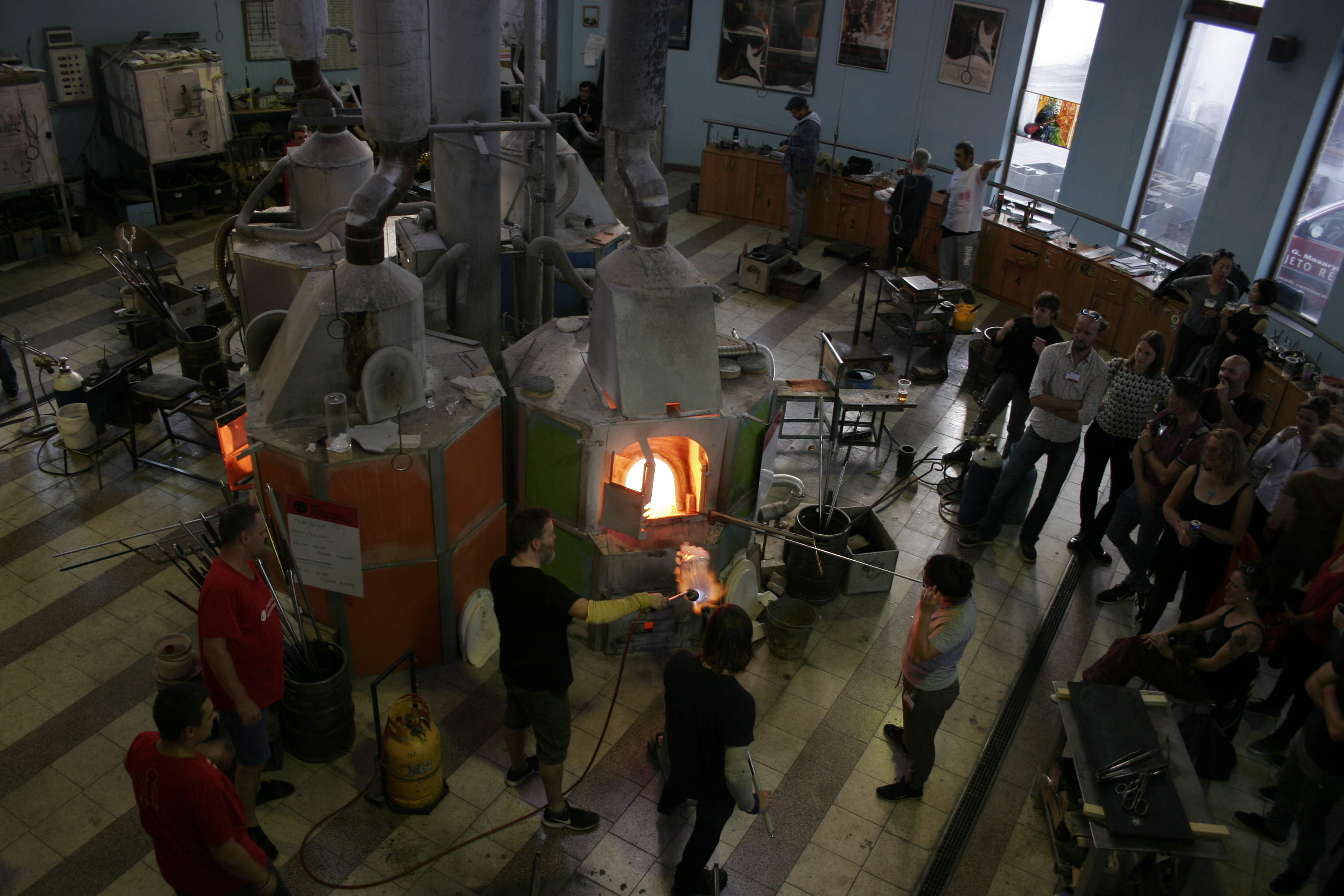
Huť v novoborskému muzeu
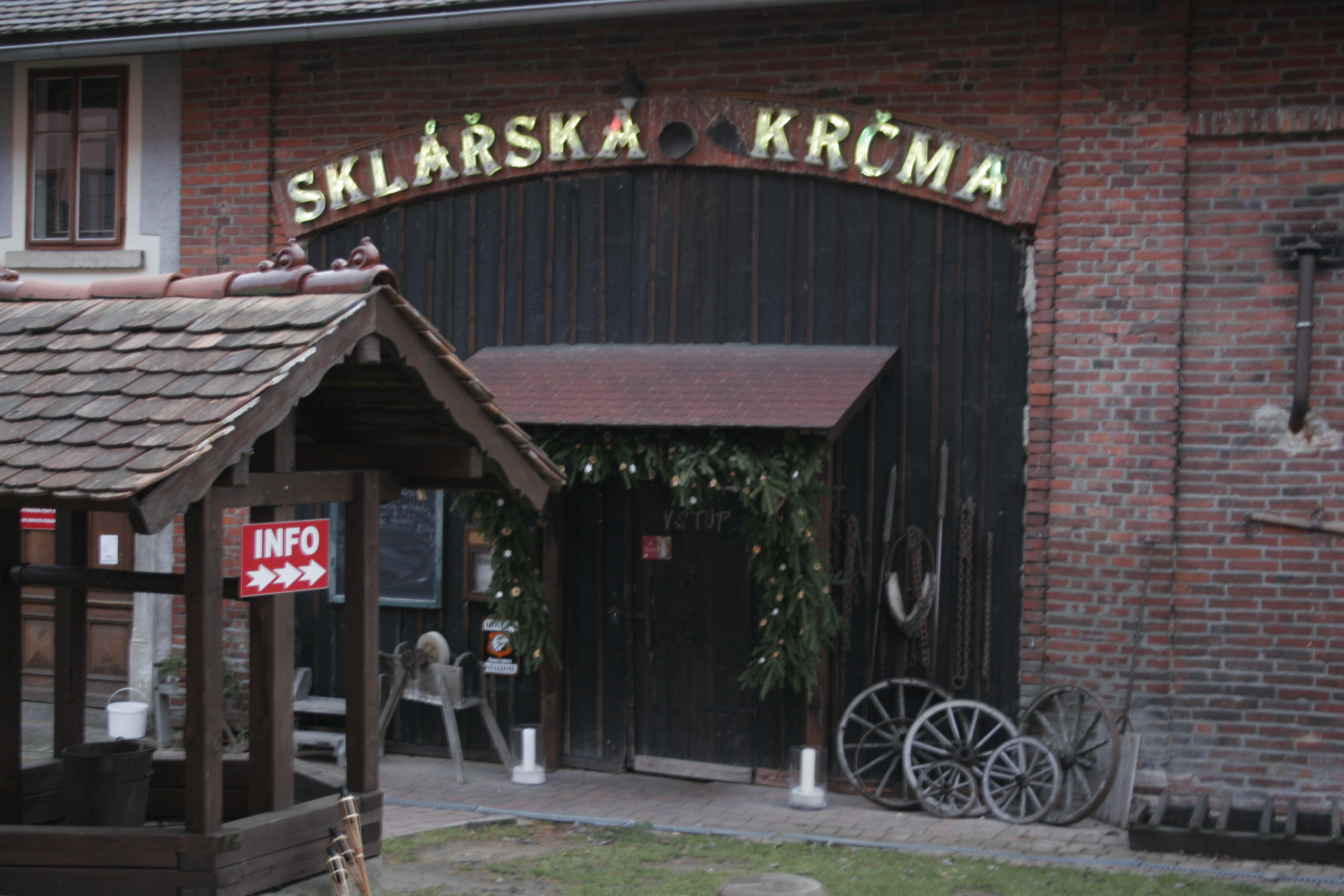
Sklářská krčma v Lindavě